# Ligne d'Alès à Port-l'Ardoise
La ligne d'Alès à Port-l'Ardoise est une ancienne ligne ferroviaire française à écartement standard et à voie unique de la région Languedoc-Roussillon. Elle reliait Alès à l'Ardoise.
Elle constitue la ligne no 812000 du réseau ferré national.

## Histoire

### Déclaration d'intérêt public - Concession

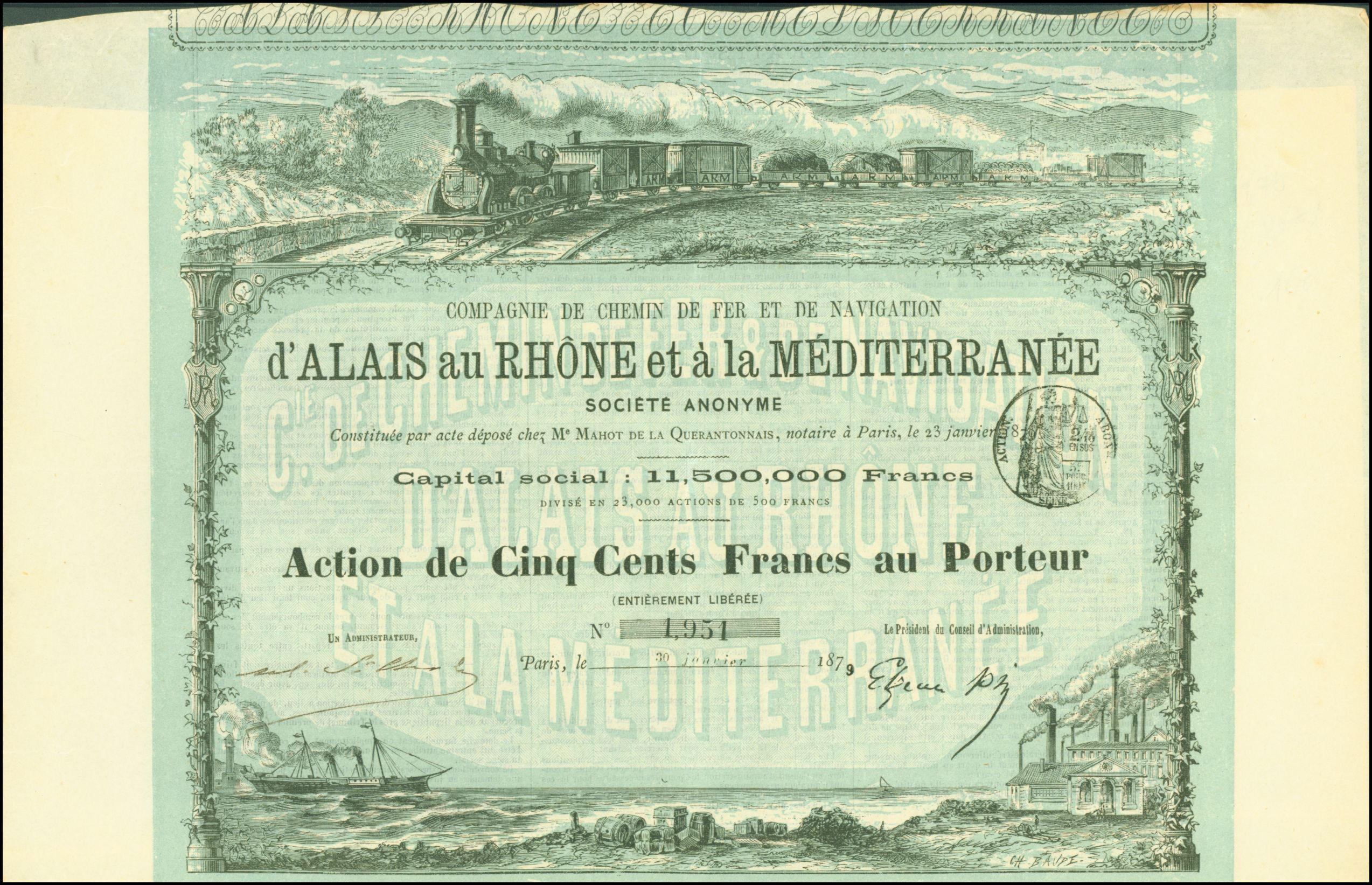
Action de la Compagnie du chemin de fer et de la navigation d'Alais au Rhône et à la Méditerranée en date du 30 janvier 1879

La ligne est concédée à Monsieur Stephen Marc par une convention entre le ministre des Travaux publics et Monsieur Stephen signée le 4 décembre 1875. Cette convention a été approuvée à la même date par une loi qui déclare simultanément la ligne d'utilité publique. Le concessionnaire demande et obtient par décret le 11 janvier 1877 la concession d'un embranchement de la ligne en direction des usines chimiques de Salindres.
La Compagnie du chemin de fer et de la navigation d'Alais au Rhône et à la Méditerranée (ARM) est substituée au concessionnaire initiale par une loi le 9 mars 1880.
La compagnie sollicite et obtient la concession d'un raccordement entre l'embranchement de Salindres et la ligne d'Alès à Bessèges par une loi le 25 janvier 1882. Cette même loi déclare le raccordement d'utilité publique.
La Compagnie du chemin de fer et de la navigation d'Alais au Rhône et à la Méditerranée est déclarée en faillite par jugement du tribunal de commerce du département de la Seine le 19 juin 1884. Les biens de la compagnie, c'est-à-dire la ligne et son matériel roulant sont placés sous séquestre par décret le 5 janvier 1885.
Le 20 mars 1889, deux conventions passées. La première entre le ministre des Travaux publics et le syndic de faillite de la Compagnie du chemin de fer et de la navigation d'Alais au Rhône et à la Méditerranée. Par celle-ci, le syndic renonce à la concession des diverses lignes dont la seule construite est celle d'Alès à Port-l'Ardoise. La seconde entre le ministre des Travaux publics et la Compagnie des chemins de fer de Paris à Lyon et à la Méditerranée (PLM) prévoit l'intégration de la ligne d'Alès à Port-l'Ardoise au réseau de la compagnie. Ces conventions sont approuvées par une loi le 23 juillet 1890.

### Ouverture
La ligne d'Alès à Port-l'Ardoise est mise en service le 31 juillet 1882.

### Déclassement et fermeture
La ligne est déclassée par sections :
- de Brouzet à Fontarèches, par une loi du 30 novembre 1941[7] ;
- d'Alès à Brouzet (PK 2,300 à 15,086) et de Fontarèche - Saint-Laurent à Laudun -Saint-Victor (PK 34,500 à 52,464), par décret du 12 novembre 1954[8].

La section comprise entre les PK 52,018 et 55,267, située à Laudun-l’Ardoise, est fermée sur décision de SNCF Réseau le 30 juillet 2015.

## Exploitation et trafic
La ligne n'est plus exploitée que par Fret SNCF pour la desserte de l'I.T.E. FerroPem à Laudun-l’Ardoise.